# Hipposideros vittatus
Espèce
Statut de conservation UICN

 NT  : Quasi menacé
Hipposideros vittatus est une espèce de chauves-souris de la famille des Hipposideridae.

## Répartition
Cette espèce vit en Afrique subsaharienne.

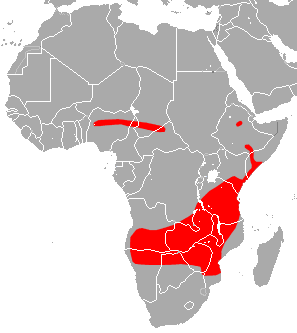
Répartition de l'espèce.